# 西南街道 (晋中市)
西南街道，是中华人民共和国山西省晋中市榆次区下辖的一个乡镇级行政单位。

## 行政区划
西南街道下辖以下地区：
龙王庙社区、花园社区、城隍庙社区、思凤社区、新集街社区和俞家街社区。